# Viktorína Brand
Viktorína Brand von Santa Lucia (německy Viktorine Brand von Santa Lucia), rozená Viktorína Kopalová (2. února 1835 Waldstein in Böhmen – po roce 1918) byla česká šlechtična, příslušnice rodu Kopalů, dcera Karla von Kopala a Marie Terezie von Spiegel (25. prosince 1797 Kostelní Bříza – 5. září 1846 Kostelní Bříza), babička Viktora Brand-Kopala a Bohumila Brand-Kopala. Byla sestrou c. k. generálmajora Karla Kopala, c. k. plukovníka Viktora Kopala, c. k. nadporučíka Roberta Kopala a Arnoštky Henn. Užívala šlechtický titul baronka.

## Život

### Mládí
Dne 24. dubna 1846 byl její otec Karel Kopal jmenován plukovníkem a velitelem 10. praporu polních myslivců se základnou v Miláně. Začátkem roku 1846 se matka Viktoríny musela ze zdravotních důvodů vrátit do rodného města, Kostelní Břízy. Spolu s ní cestovali její sourozenci Arnoštka a Robert. Zde v rodinném sídle na zámku v Kostelní Bříze Marie Terezie v průběhu roku 1846 zemřela. Ve stejné době její bratr Karel nastoupil na Vojenskou akademii ve Vídeňském Novém Městě. Bratr Viktor zůstal s otcem v Itálii, v září 1848 následoval staršího bratra na vojenskou akademii.

### Povýšení do šlechtického stavu
Dne 27. listopadu 1848 byl její otec za rozhodující podíl na vítězství u Vicenzy jmenován in memoriam rytířem Řádu Marie Terezie. Na základě císařského diplomu z 11. ledna 1852 byla Viktorína spolu s dalšími členy rodiny povýšena na svobodnou paní (baronku).

### Slavnostní odhalení Kopalova památníku ve Znojmě
Její podpis je uveden na zakládací listině empírového památníku vztyčeného na počest otce, jež byl slavnostně odhalen 16. října 1853 za účasti významných osobností Znojma a celé Moravy, přátel a spolubojovníků Karla von Kopala. Památník a posléze i celé náměstí byly pojmenovány po plukovníkovi Karlu von Kopalovi.

### Panství Kostelní Bříza a Arnoltov
Roku 1915 zemřela její sestra Arnoštka a panství Kostelní Bříza a Arnoltov přešla na jejího staršího vnuka Viktora. Ten majetky vlastnil do roku 1945.

### Rodina
Viktorína se 12. června 1854 provdala za Ludvíka Brand von Santa Lucia. Ludvík Brand byl v bojích roku 1848 podřízen jejímu otci Karlu Kopalovi jakožto kapitán a velitel 1. roty 10. praporu polních myslivců.
Ludvík měl spolu s Viktorínou syna Karla (* 1856 Plzeň). Karel se roku 1885 v Budapešti oženil s Bertou, rozenou vikomtesou de Maistre (* 1860 Praha). Jejím přičiněním se na zámku v Kostelní Bříze dařilo umění a došlo k výraznému rozšíření zámecké knihovny. Karel a Berta spolu měli syny Viktora a Bohumila.